# Pazmany PL-1
Die Pazmany PL-1 Laminar und Pazmany PL-2 sind zweisitzige Schulflugzeuge und wurden von Ladislao Pazmany entworfen.

## Geschichte
Die ursprünglich für den Amateurbau vorgesehene PL-1 war der erste Entwurf von Ladislao Pazmany, einem Konstruktionsingenieur bei General Dynamics. Der Prototyp wurde von John Green und Keith Fowler gebaut und flog erstmals am 23. März 1962. Es wurden bis dahin 5000 Konstruktions- und 4000 Baustunden aufgewendet. Dieser Prototyp musste nach einer Notlandung infolge eines gebrochenen Propellerblatts am 23. Juni 1991 abgeschrieben werden.
Die Aerospace Industrial Development Corporation (AIDC) erwarb die Pläne und baute eine PL-1 für Evaluierungszwecke, wobei der Erstflug am 26. Oktober 1968 stattfand. AIDC produzierte dann 58 Flugzeuge unter der Bezeichnung PL-1B für die Luftwaffe der Republik China mit einem 150 PS (112 kW) Avco Lycoming O-320-Motor. Später folgte eine verbesserte Version, die als PL-2 bezeichnet wird.

## Konstruktion
Die PL-1 ist ein freitragender Tiefdecker mit festem Bugradfahrwerk. Sie besitzt zwei nebeneinander liegende Sitze und wird von einem 95 PS (71 kW) Continental C-90 Kolben-Motor angetrieben.

## Varianten
PL-1 Laminar

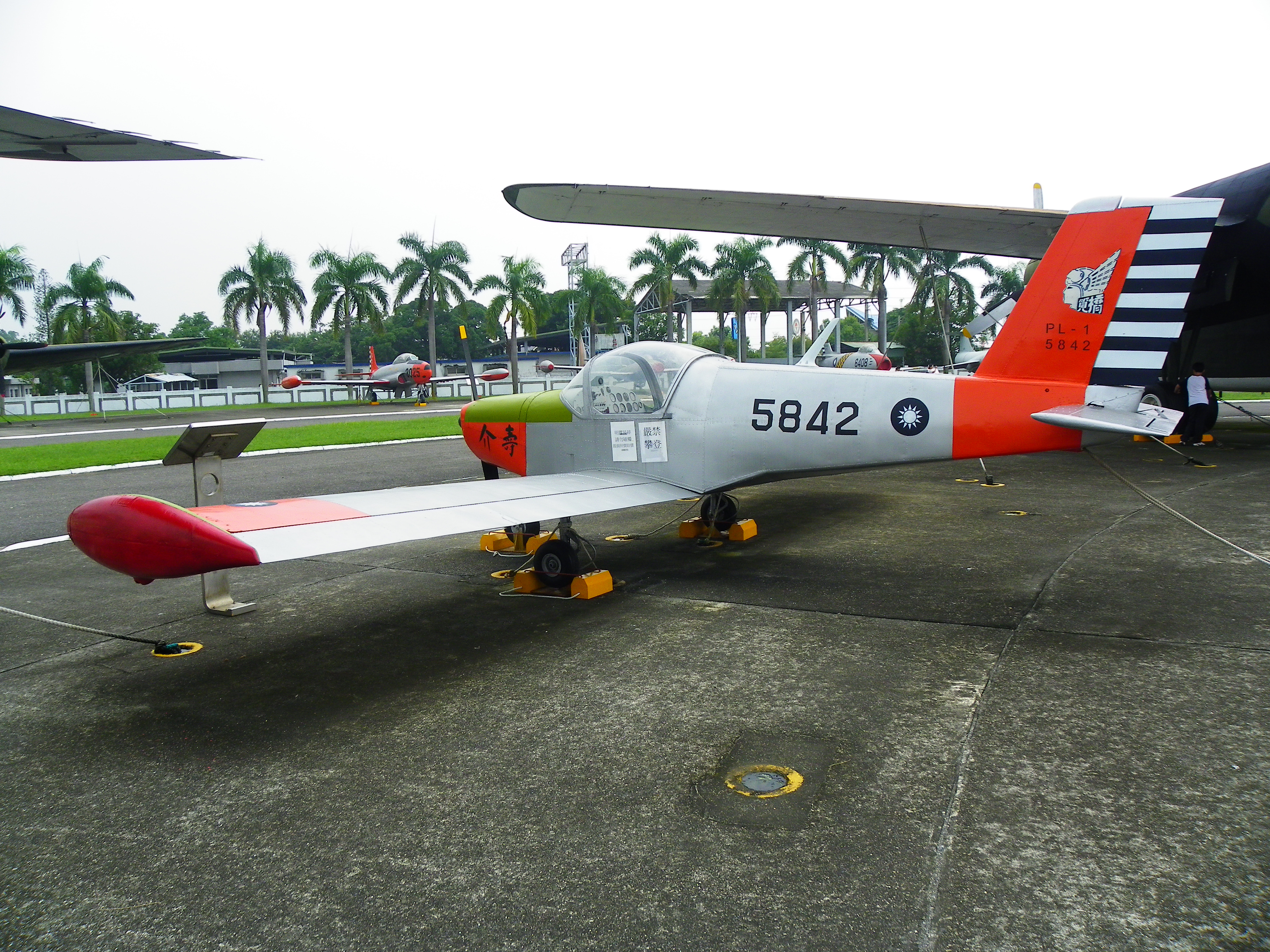
PL-1B der Luftwaffe der Republik China

- Der Originalentwurf für den Amateurbau

PL-1B
- Lizenzbau durch AIDC mit einem 150 PS (112 kW) Avco Lycoming O-320 engine, 58 gebaut.

PL-2
- Überarbeiteter Entwurf, mehr abgerundet und breiteres Cockpit, Tragfläche höher angesetzt.

LT-200
- Lizenzbau bei Lipnur in Indonesien.

## Militärische Nutzer
- Indonesien: LT 200
- Taiwan: PL-1B
- Sri Lanka
- Südvietnam: 1

## Technische Daten
| Kenngröße             | Daten (PL-1B)                                     |
| --------------------- | ------------------------------------------------- |
| Besatzung             | 1                                                 |
| Passagiere            | 1                                                 |
| Länge                 | 5,88 m                                            |
| Spannweite            | 8,53 m                                            |
| Höhe                  | 2,31 m                                            |
| Flügelfläche          | 10,78 m²                                          |
| Leermasse             | 410 kg                                            |
| max. Startmasse       | 730 kg                                            |
| Reisegeschwindigkeit  | 220 km/h                                          |
| Höchstgeschwindigkeit | 245 km/h                                          |
| Dienstgipfelhöhe      | 4570 m                                            |
| Reichweite            | 450 km                                            |
| Triebwerke            | 1 × Avco Lycoming O-320-Motor mit 150 PS (112 kW) |